# La filosofia nel boudoir
Voluttuosi di ogni età e sesso, dedico quest'opera a voi soli: nutritevi dei suoi principi, favoriranno le vostre passioni! E le passioni, verso le quali certi freddi e piatti moralisti v'incutono terrore, sono in realtà gli unici mezzi che la natura mette a disposizione dell'uomo per raggiungere quanto essa si attende da lui. Obbedite soltanto a queste deliziose passioni! Vi condurranno senza dubbio alla felicità.»
La filosofia nel boudoir (La Philosophie dans le boudoir ou Les instituteurs immoraux, con il sottotitolo Dialogues destinés à l'éducation des jeunes demoiselles - "Dialoghi destinati all'educazione delle giovani fanciulle") è un libro del Marchese de Sade scritto in forma di dialogo drammatico-filosofico e pubblicato per la prima volta nel 1795.

## Sinossi
Sebbene inizialmente considerato un'opera di pornografia letteraria, il testo ha finito col tempo per l'esser considerato un dramma sociopolitico. Ambientato per lo più, come ci informa anche il titolo, in un boudoir (una stanza da letto privata da signora), l'opera narra l'esperienza e la "filosofia di vita" dei due protagonisti: Madame de Saint-Ange e il Conte de Dolmancé. Essi si trovano impegnati a portar avanti la realizzazione della propria tesi, secondo cui l'unico sistema morale che possa rafforzare la recente politica nata con la rivoluzione francese è il libertinismo; se il popolo non riuscisse ad adottare appieno questa filosofia, la Francia sarebbe destinata a precipitare indietro e tornare ad uno stato monarchico.
All'interno del testo si trova poi un capitolo intitolato Francesi, ancora uno sforzo se volete essere Repubblicani che è una sorta di chiamata rivoluzionaria alle armi in cui De Sade riprende i temi dei suoi "Opuscoli politici" (1790-1799): si tratta del "Quinto Dialogo", contenente un'ampia sezione in cui il personaggio del cavaliere de Mirval declama un pamphlet filosofico. L'opuscolo rappresenta chiaramente il pensiero di Sade sulla religione e la morale, una teoria che spera venga il più presto possibile abbracciata dai cittadini e codificata nelle leggi del nuovo governo repubblicano. L'autore utilizza come argomento principale il fatto che abbracciare l'ateismo più schietto e radicale sia il massimo bene possibile, perché solo in tal maniera si possono estirpare le credenze sociali circa il piacere e il dolore; fa inoltre sua la tesi che qualsiasi crimine venga commesso mentre si sta cercando il massimo piacere non può mai essere in alcun modo condannato.
Diviso in sette parti e originariamente illustrato dallo stesso autore, attraverso il racconto dell'iniziazione alla sessualità della giovane Eugénie ad opera di Madame de Saint-Ange e del cinico e libertino Conte de Dolmancé, De Sade espone - nella sua usuale forma esplicita - le proprie posizioni radicali nei confronti della religione, dell'aristocrazia e della monarchia. La narrazione è intervallata da numerosi intermezzi orgiastici, dove i personaggi, coadiuvati dal fratello di Saint-Ange e dal dotato servo Augustin, sperimentano ruoli e posizioni sessuali tra i più disparati, in una promiscuità assoluta e sconfinando con la più grande felicità nelle parafilie.
Anche se vi è qualche episodio di tortura, il dialogo non contiene veri e propri omicidi, a differenza di molti altri scritti sadiani.

## Trama

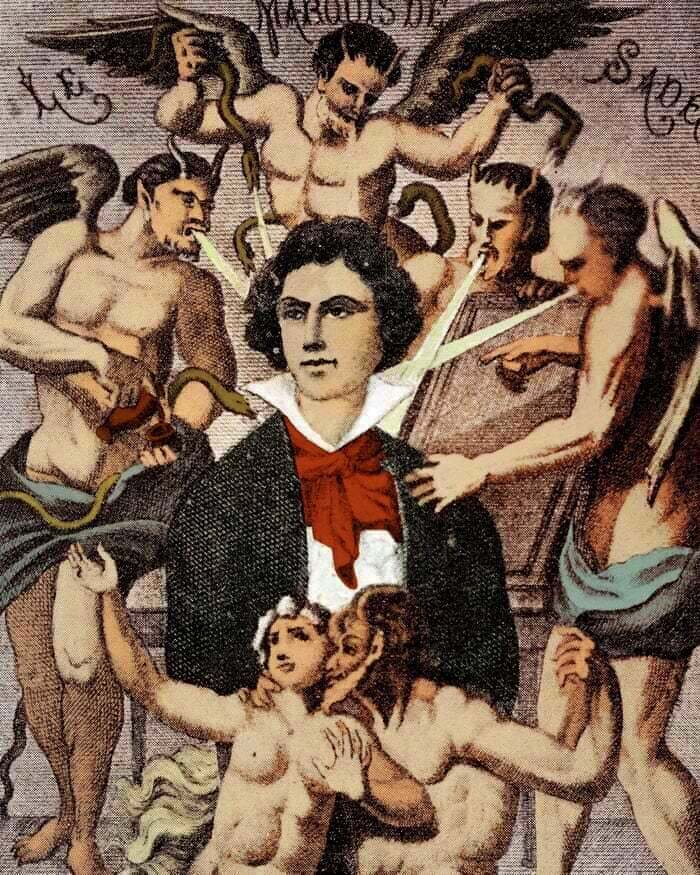
Raffigurazione del marchese de Sade di H. Biberstein ne L'Œuvre du marquis de Sade, Guillaume Apollinaire, Bibliothèque des Curieux, Paris, 1912

All'inizio del libro, come esergo, l'autore raccomanda a tutte le madri di far leggere alle giovani figlie il suo libro; l'opera è dedicata ai voluttuosi di tutte le età e sesso, invitando caldamente i lettori ad emularne i personaggi: esorta quindi le fanciulle a copiare Eugénie e a distruggere tutti quei precetti morali ridicoli e ottusi inculcati loro da genitori imbecilli.
Colei che si definisce uno spirito libero, Madame de Saint-Ange, assieme ad un amico del fratello, il libertino Dolmancé, si prende la briga di dare un'adeguata educazione sessuale alla quindicenne Eugénie. L'istruzione comprende la discussione sull'anatomia degli organi sessuali e delle zone erogene, con puntuali verifiche pratiche, oltre all'apprendimento di specifici atti sessuali, il tutto accompagnato da considerazioni riguardanti la presunta etica e morale dei comportamenti sessuali di uomini e donne, e sul comportamento generale che hanno da tenere in società.
Spiegando i fatti biologici dichiarano che il piacere sessuale è il solo obiettivo degno di esser perseguito durante il rapporto sessuale, non certo la pseudo-motivazione della riproduzione. Entrambi i personaggi spiegano che lei non sarà in grado di sentire il "vero piacere" senza il dolore; a questo punto contribuiscono a togliere ad Eugénie la "mostruosa condizione" data dalla verginità. Durante il lavoro pratico di educazione alla ragazza adolescente così smaniosa d'imparare, altre persone come il fratello della Saint-Ange e il giardiniere sono chiamati a supportare la teoria. Oltre alla masturbazione e al "normale" rapporto sessuale gli educatori consigliano caldamente alla ragazza il sesso anale, in quanto evita il pericolo di gravidanza.
Come avviene di solito nel lavoro di Sade, i personaggi sono tutti bisessuali e la sodomia è l'attività preferita di tutti gli interessati, soprattutto da parte di Dolmancé, che preferisce partner sessuali maschili e non avrà altro che il rapporto anale con le femmine. M.me de Saint-Ange e suo fratello minore, il cavaliere, hanno rapporti sessuali tra di loro, e si vantano di aver iniziato molto presto nell'arte raffinata dell'incesto, che praticano abitualmente. Questo, così come ogni sorta di altra attività sessuale considerata tabù, come appunto la sodomia, l'adulterio, il sadomasochismo e l'omosessualità si giustifica tramite Dolmancé in una serie di argomentazioni che alla fine si riducono a "se ci si sente bene, allora fallo!". Il Marchese de Sade riteneva che proprio questo fosse il suo argomento finale: se un reato (anche un omicidio) ha avuto luogo nel corso di un'azione rivolta al desiderio di piacere fisico, non può essere punito dalla legge (in quanto perfettamente naturale).
Al termine del programma di formazione, lo strappo definitivo del cordone ombelicale simbolico nei confronti della figura materna di Eugénie, viene realizzato con lo stupro collettivo della vecchia madre della ragazza e suo successivo assassinio tramite infezione da sifilide.
Nell'atto finale, la madre di Eugénie, madame de Mistival, arriva per tentar di salvare la figlia dai "mostri" che l'hanno corrotta. Il padre di Eugénie, tuttavia, mette in guardia la figlia e gli amici in anticipo e li esorta a punire la moglie, la cui persona così impregnata di virtù lo disgusta tanto da detestarla apertamente.
La signora de Mistival è inorridita nello scoprire che non solo il marito ha organizzato la corruzione della loro figlia, ma che la ragazza ha già perduto ogni punto di vista morale che in precedenza possedeva, insieme a qualsiasi rispetto o senso di obbedienza verso la madre. Eugénie rifiuta di lasciare gli amici e Madame de Mistival è presto spogliata, picchiata, frustata e violentata, la figlia prendendo parte attiva in questa brutalità e anche dichiarando il suo desiderio di uccidere personalmente la madre. Dolmancé infine chiama un uomo malato di sifilide e gli ordina di violentare per l'ennesima volta la donna, sia davanti che dietro. Eugénie cuce la sua vagina e Dolmancé il suo ano per mantenere lo sperma inquinato dentro di lei e viene poi rimandata a casa in lacrime.

## Contenuti principali
(Conte de Dolmance)
Il singolare tutore smonta le convinzioni iniziali del giovane cavaliere, i suoi valori altruistici, i limiti che questi vorrebbe porre ad un comportamento pur sempre gioioso. Senza remore bolla la figura di Gesù come un folle nato in una "porcilaia" figlio di una prostituta ebrea e di un soldato romano, che ammonisce a diffidare dei suoi stessi miracoli se compiuti da altri, che alle autorità si presenta come il Messia pur privo di credenziali convincendole a farsi condannare ad una morte terribile senza ricorrere ad alcun appello.
Ora, siccome violenza ed assassini fanno parte della natura umana, fin dalle origini del mondo, ecco che la pena di morte viene a rappresentare la maggiore ipocrisia del Potere costituito, riservando a se stesso la licenza di uccidere.
L'uomo infine mostra indifferenza se non ostilità verso le donne, a favore di un maggior appagamento dagli uomini - evidenziando il carattere omosessuale ed intriso da una profondissima misoginia del protagonista; le donne difatti vengono appagate solo dagli altri personaggi maschili.
Quella di Eugénie è un'iniziazione ad una totale assenza di inibizioni che, secondo l'autore, sfocia inevitabilmente nella crudeltà in quanto crudele è la stessa concezione di natura umana; la prima vittima diviene proprio la madre della giovane, bigotta ed importuna, sottoposta a sevizie ed infettata appositamente con la sifilide.
L'autore pare svelare solo alla fine la natura più intima dei suoi personaggi la cui licenziosità va ben oltre l'erotismo: una natura perfettamente disumana, secondo il modo d'intendere comune, ma soltanto indifferente secondo il pensiero di De Sade.

## Personaggi
Come avviene di solito in ogni opera di Sade, tutti i personaggi sono bisessuali e la sodomia è di gran lunga l'attività preferita.
- Madame de Saint-Ange

una ventiseienne libertina proprietaria della casa in cui è ambientato il dialogo. Invita Eugénie ad un corso accelerato di "sesso estremo".
- Eugénie

una bella ragazza di 15 anni, che all'inizio del dialogo è ancora vergine e inconsapevole di tutte le cose riguardanti il sesso. Modesta e obbediente per aver studiato in una scuola religiosa, impara presto (educata all'edonismo più estremo) qual è in realtà l'autentico scopo della vita. La corruzione di Eugénie è in realtà eseguita su richiesta di suo padre, che l'ha mandata a Madame de Saint-Ange con lo scopo preciso di spogliare e liberare la figlia della moralità che la madre troppo virtuosa le ha insegnato.
- Il cavaliere de Mirval: fratello ventenne della Saint-Ange, aiuta la sorella e Dolmancé nella fatica di educare Eugénie. Commette incesto fin da quando era un ragazzino
- Dolmancé

36 anni, ateo e omosessuale, amico di Mirval. È il principale insegnante di Eugénie, a cui spiega che morale, compassione, religione e umiltà son tutte nozioni assurde che vogliono contrastar l'unico scopo dell'esistenza umana, il piacere. Preferisce partner sessuali maschili e ha solo rapporti anali con le femmine. Dolmancé è, tra i protagonisti, il personaggio dominante; è lui ad insegnare alla bella Eugénie che la moraliltà religiosa, la compassione e la modestia sono tutte nozioni idiote che si oppongono a quello che è il solo ed unico, autentico scopo dell'esistenza, ovvero il raggiungimento del piacere.
- Madame de Mistival: madre ipocrita e provinciale di Eugénie, destinata ad una brutta punizione.

## Trasposizioni cinematografiche
- Philosophy in the Boudoir, diretto da Jesús Franco (1969) - libera trasposizione ambientata in tempi moderni
- Decameron francese (La philosophie dans le boudoir), diretto da Jacques Scandelari (1969)
- Plaisir à trois, diretto da Jesús Franco (1973) - libera trasposizione ambientata in tempi moderni
- Cocktail spécial, diretto da Jesús Franco (1978) - libera trasposizione ambientata in tempi moderni, hardcore
- Eugenie, Historia de una Perversion, diretto da Jesús Franco (1980) - libera trasposizione ambientata in tempi moderni
- L'educazione sentimentale di Eugénie, diretto da Aurelio Grimaldi (2005) - libera ed edulcorata trasposizione ambientata all'epoca del romanzo